# Marienaltar (Conrad von Soest)

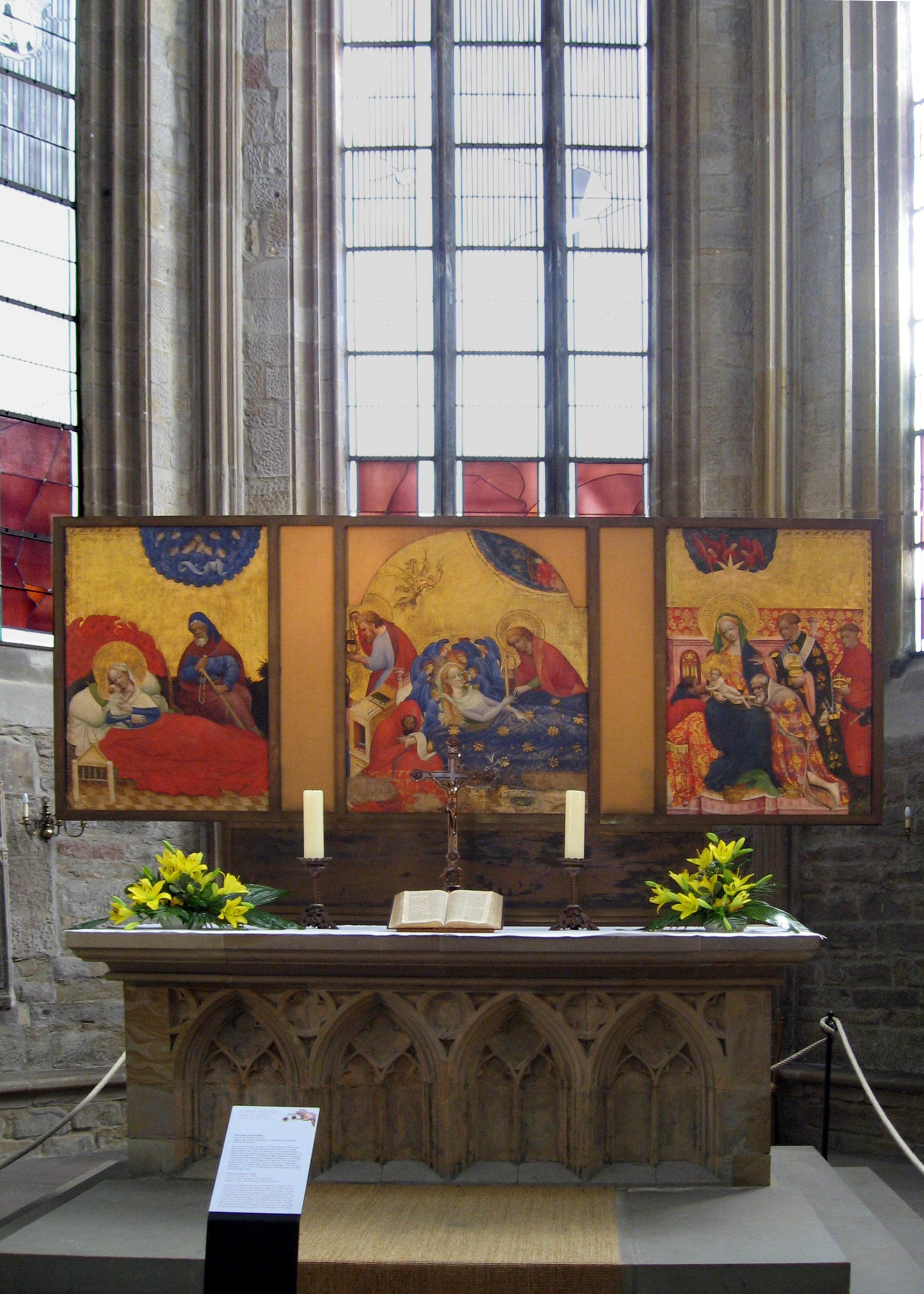
Marienaltar von Conrad von Soest, heutige Mensa, Chor

Der Marienaltar des Conrad von Soest ist ein Altarretabel in der Marienkirche in Dortmund aus der Zeit um 1420. Er gilt als Meisterwerk der Spätgotik und ist ein gutes Beispiel des höfischen Stils. Er ist der Hauptaltar der Dortmunder Kirche. Das als Triptychon ausgeführte Retabel ist das späteste bekannte Werk des Malers, welches er kurz vor seinem Tod vollendete.

## Geschichte

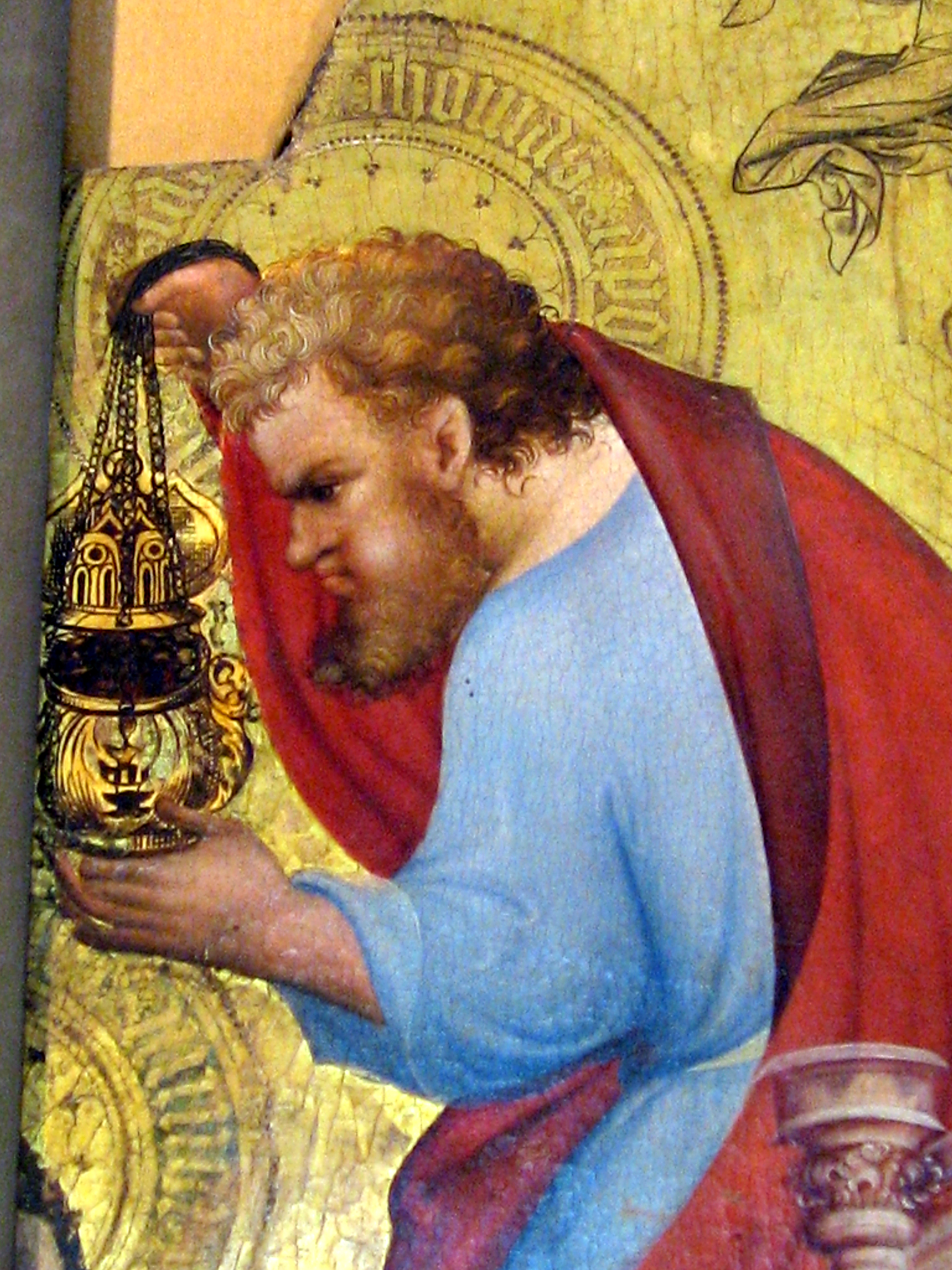
Spuren der Sägearbeiten an der mittleren Tafel

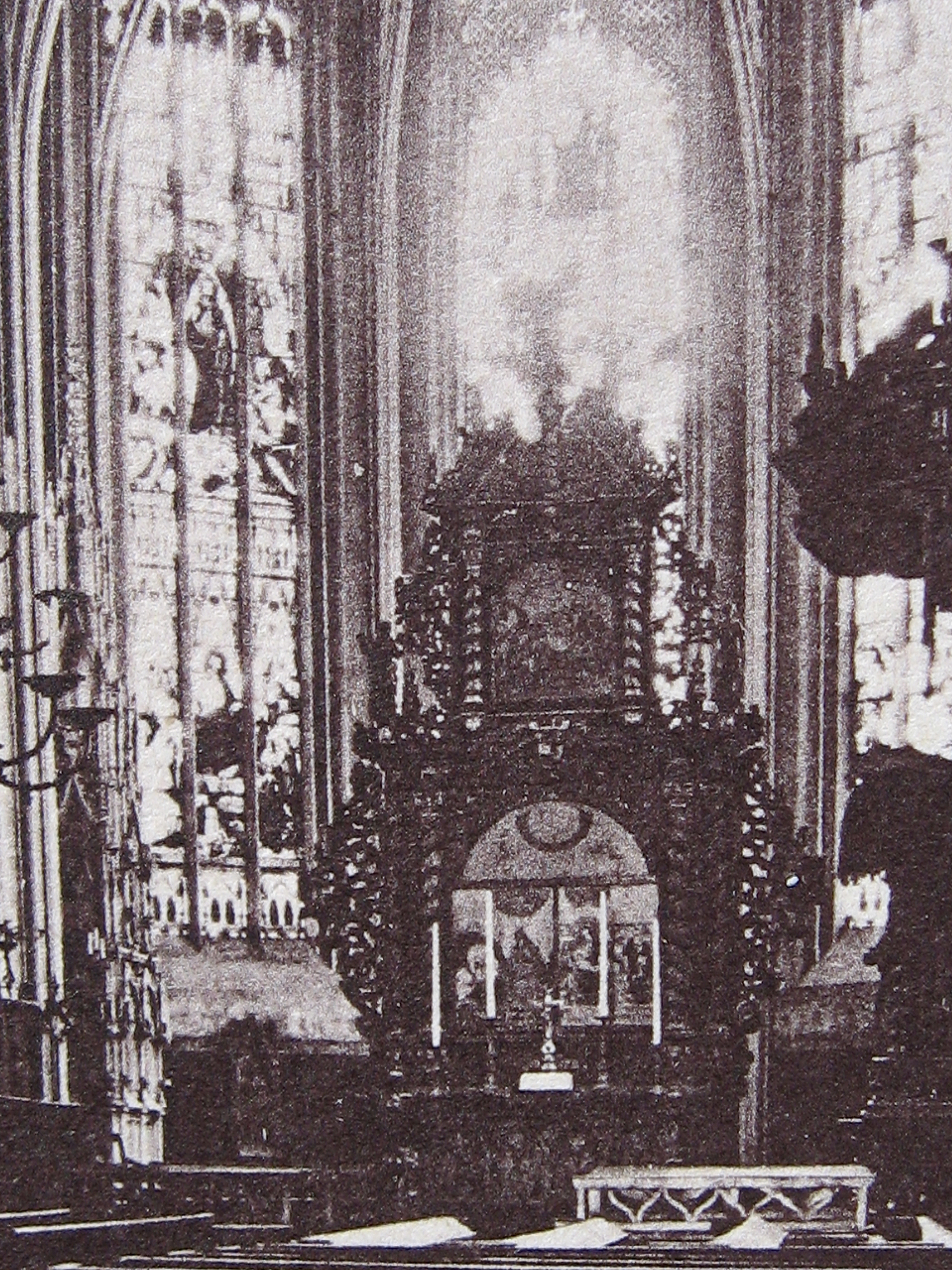
Der barocke Altar; Mittlere Tafel im oberen Altaraufbau

Im Laufe der Jahrhunderte war der Altar mehrfach bedroht und ist heute nur noch als Fragment erhalten. Er war ursprünglich als verschließbares Altarretabel gestaltet, die Tafeln der Außenseite sind heute von der Rückseite zu besichtigen. Sie sind im Gegensatz zur Innenseite stark verwittert.
Die Gemälde waren ursprünglich Teil eines gotischen Flügelaltars. Um die Tafeln in einen barocken, etwa 16 Meter hohen Altaraufbau einzufügen, den der Dortmunder Bürgermeister Dethmar Wessel Nies der Gemeinde gestiftet hatte, wurden sie 1720 beschnitten und teilweise mit dem Hammer bearbeitet, ein angesichts der Qualität des Kunstwerks aus heutiger Sicht unvorstellbarer Vorgang. In dem geschnitzten Barockaltar waren die Gemälde anders angeordnet. Im unteren Teil befanden sich die beiden Außentafeln, deutlich darüber in einem gewölbten Bogen die Mitteltafel. Die beiden unteren Tafeln wurden von einer Lünette überwölbt. Am unteren Rand wurden die Tafeln mit ca. 20 cm hohen Spruchbändern übermalt, die Jesus in den Mittelpunkt des Geschehens stellten und wohl die Marienverehrung relativieren sollten. 1848 wurde die Rückseite mit Zeitungspapier zugeklebt, um sie vor der endgültigen Zerstörung zu schützen.
Carl Baumann hat den barocken Altar 1890 fotografisch dokumentiert, Wolfgang Rinke aufgrund der vorhandenen Dokumente die Stiftung des Bürgermeisters Nies analysiert. 1926 sollten anlässlich einer Restaurierung die Außentafeln abgesägt werden. Für die große „Jahrtausend-Ausstellung der Rheinlande“ in Köln hatte die Mariengemeinde den Berswordt- und den Marienaltar zur Verfügung gestellt. Der Kustos des Wallraf-Richartz-Museums, Otto H. Förster, schlug der Gemeinde daraufhin ein Geschäft vor: Das Museum wollte die komplette Restaurierung übernehmen und dafür die Außentafeln abtrennen und behalten. Erst als die Tafeln schon beim Restaurator Robert Hieronymi lagen, wurde von der Gemeinde der Beschluss gefasst, die Tafeln zu behalten.

„Teilung und Verkauf der Tafeln unterblieben und wurden – wie erst nach dem Kriege bekannt geworden ist – vor der endgültigen Vernichtung bewahrt, denn: durch Röntgenaufnahmen, die der Sohn von Ernst Fritz, Museumsdirektor Rolf Fritz, nach dem Kriege von den Tafelgemälden des linken und rechten Flügels anfertigen ließ, wurde deutlich, „daß die einzelnen Bretter, aus denen die Tafeln zusammengesetzt sind, im Innern des Holzes, für das Auge nicht sichtbar, durch eiserne Dübel zusammengehalten werden. Wäre die Gattersäge beim Zersägen der Tafeln auf einen solchen Eisendübel gestoßen, so würden die Bildtafeln sofort zersplittert sein.“ (Schreiben von Rolf Fritz an Stadtrat Hansmeyer v. 9. Mai 1957)“

Erneute Gefahr drohte durch die Bombenangriffe des Zweiten Weltkrieges. Auf Initiative der Dortmunder Museumsdirektoren Rolf Fritz (Museum für Kunst- und Kulturgeschichte) und Leonie Reygers (Museum am Ostwall) wurden die Tafeln im Depot der deutschen Museen auf Schloss Langenau in Rheinland-Pfalz sichergestellt. Nach Recherchen von Rinke wurde der barocke Hochaltar zwischen dem 29. November 1944 und dem 12. März 1945 bei einem Bombenangriff zerstört. Dabei gingen auch die Ergänzungen des 18. und 19. Jahrhunderts verloren, die man nicht ausgelagert hatte und demnach in der Zeit des Zweiten Weltkriegs nicht als eigene künstlerische Leistungen akzeptierte.
1948 gelangte der Altar zunächst zum Schloss Cappenberg in die Räume des Museums für Kunst- und Kulturgeschichte. 1957 setzte man die Gemälde in moderne Metallrahmen und in die ursprüngliche Ordnung. Die Tafeln stehen heute in der Marienkirche über einer gotischen Mensa.

## Die Gemälde
| Marienaltar des Conrad von Soest 1420 (Vorderseite) | Marienaltar des Conrad von Soest 1420 (Vorderseite) | Marienaltar des Conrad von Soest 1420 (Vorderseite) |
| --------------------------------------------------- | --------------------------------------------------- | --------------------------------------------------- |
|                                                     |                                                     |                                                     |

Die beiden Außentafeln sind 1,40 Meter hoch, die mittlere Tafel aufgrund der Aussägungen geringfügig niedriger. Alle Tafeln wiesen neben der Verkleinerung kleinere Schäden von früheren Übermalungen und Restaurierungen auf. Bei den Tafeln der Rückseite, der früheren Außenseite des geschlossenen Altars, ist die Malsubstanz stark geschädigt und fehlt an manchen Stellen, vor allem bei der Verkündigung, ganz. Die Tafeln zeigen ausschließlich Motive aus dem Leben Marias, eine in der Malerei der Zeit in Norddeutschland unbekannte Ausschließlichkeit des Themas.

### Die Geburt Jesu

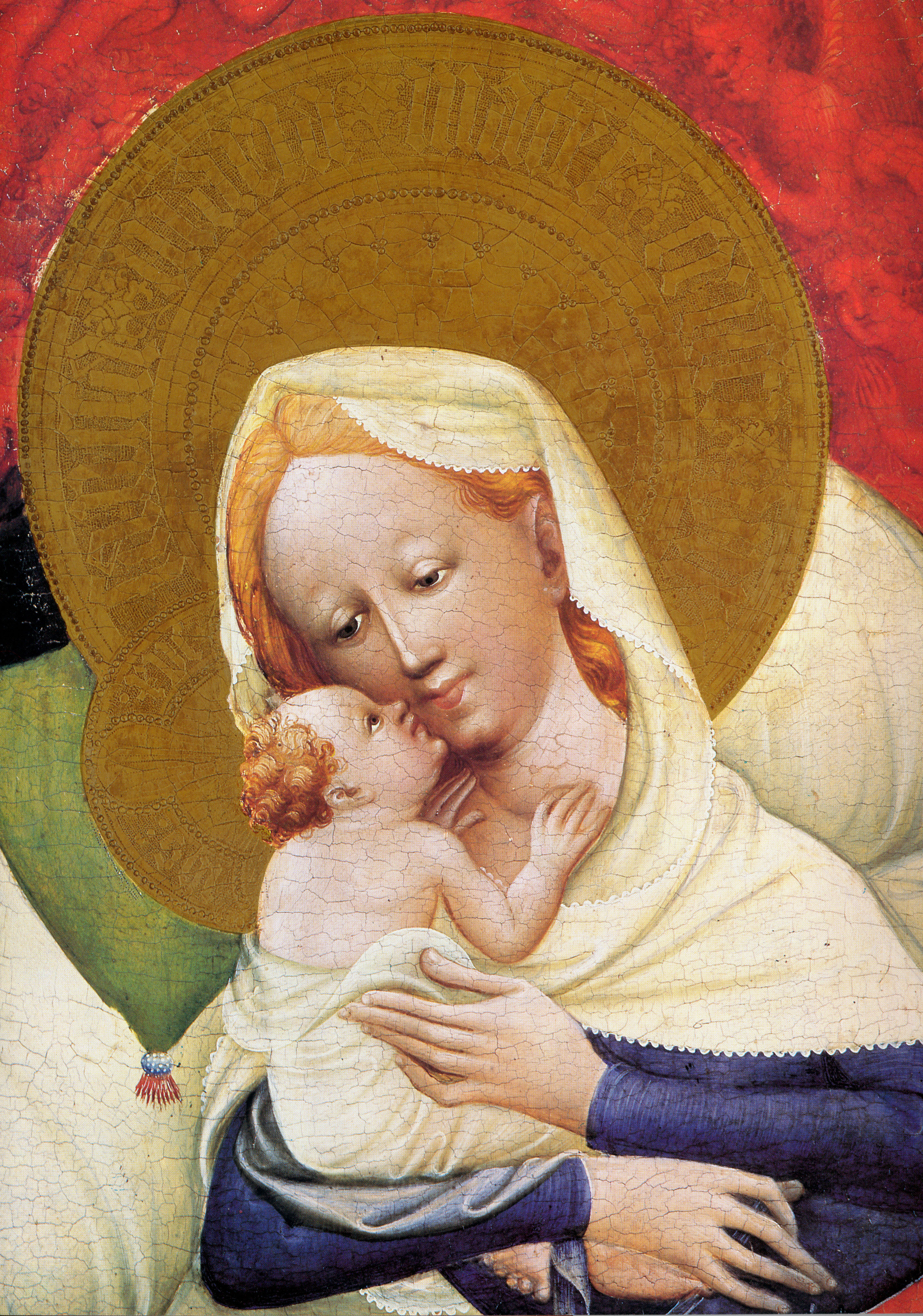
Detail der linken Tafel, Maria hält Jesus

Auf der linken Tafel vorn dominieren die Farben Gold, Blau und Rot. Dargestellt ist die Geburt Jesu. Ein geflochtener Zaun hinter Marias Bett deutet den Stall an, in dem die Geburt Jesu stattfand. Es bleibt jedoch bei dieser symbolischen Andeutung, wie etwa die Bodenfliesen des Raumes zeigen. Nach der Rekonstruktion von Rolf Fritz anhand einer Kopie des Marienaltars für St. Walpurgis in Soest befand sich allerdings auf der rechten, verlorenen Seite der Tafel die Abbildung eines Stalls mit Futterkrippe, Ochs und Esel.
Bei genauem Hinsehen entpuppt sich der flammend rote Ring hinter dem Bett als Engelwolke. Der Gesang der blauen Engel hoch über dem Bett wird durch ein Schriftband angedeutet. Bei den Engeln fällt die Ähnlichkeit der Gesichter auf. Die Schriftzüge im Heiligenschein der Mutter und des Kindes sind schwer zu entziffern (Maria: „Sancta Maria, mater Cristi vir(go)“ (Heilige Maria, Mutter Christi, Jungfrau); Jesus: „Jesus Christus“ (teilweise in griechischen Buchstaben)). Vor dem Goldhintergrund des Heiligenscheins tritt der innige Blickkontakt von Mutter und Kind deutlich hervor, betont durch die Gleichfarbigkeit der braunen Augen. Die Münder scheinen sich zum Kusse zu nähern. Maria hält das Jesuskind mit ihren schmalen Händen zärtlich im Arm, während das Kind sich sanft am Hals der Mutter abstützt. Josef ist mit weißem Haar und Bart als alter Mann dargestellt. Der Rosenkranz am Gürtel, ein erst mittelalterliches Accessoire der Marienverehrung, verweist auf seine Rolle im Dienste an Maria und ihrem göttlichen Kind. Die feinen Punzierungen des Goldhintergrundes sind nur teilweise erhalten.
Andrea Zupancic weist in ihrem Vergleich mit der Maltechnik des Berswordt-Meisters auf den differenzierten Umgang Conrad von Soests mit Farben hin.

„Conrad reduziert das Spektrum seiner Farben zu Gunsten einer größeren Brillanz. Und er setzt Farben in sehr unterschiedlicher Weise ein. Auch er modelliert Körper durch Licht. Gelegentlich - so im Gewand des Josef in der Geburt Christi seines Dortmunder Marienretabels - ist auch seine Farbpalette breit nuanciert und variiert zwischen hell und dunkel. Doch an anderer Stelle verzichtet er bewusst darauf, die stofflichen Eigenschaften der Dinge durch ihre farbige Erscheinung zu charakterisieren.“

Der Kontrast zwischen der farblich nuancierten Gestaltung der Kleidung des Josef zu den fast reinen Farben anderer Bildpartien fällt ins Auge. Das leuchtende, fast reine Rot der Engelwolke über Marias Bett wiederholt sich in der Bettdecke. Die roten Flächen bilden einen Rahmen um Maria und das Kind und heben sie deutlich von anderen Bildelementen ab. Durch die geringe farbliche Differenzierung verschwindet die Darstellung der Engel fast wie in einem abstrakten Farbelement. Die Dreidimensionalität der Decke wird nur schwach angedeutet.

„Als wenig strukturiertes Bildelement bindet das Rot die Figuren von Mutter und Kind in die Fläche und enthebt sie auf diese Weise ein Stück weit den Gesetzmäßigkeiten räumlicher Wahrnehmung. […] Farbe wird hier in ganz unterschiedlicher Weise eingesetzt. Zum einen erscheint sie als Eigenschaft der Dinge und unterliegt den der Realität nachempfundenen Gegebenheiten von Licht und Schatten, zum anderen wird sie zum Bedeutungsträger durch ihren symbolischen Wert: Sie erhält eine nobilitierende Funktion, und in diesem Kontext ist sie frei von den Regeln realer Farbwahrnehmung. Durch die Leuchtkraft der Farben wird die Bedeutung der Personen und ihr Verhältnis zur irdischen Welt des Betrachters veranschaulicht.“

Die Tafel weist in verschiedenen Aspekten über die Spätgotik hinaus. Die Konzentration des Geschehens auf wenige Figuren vor dem flächigen Goldgrund und die nur angedeutete Landschaft zeigen Merkmale, wie man sie von den italienischen Meistern der Frührenaissance kennt.

### Marias Tod

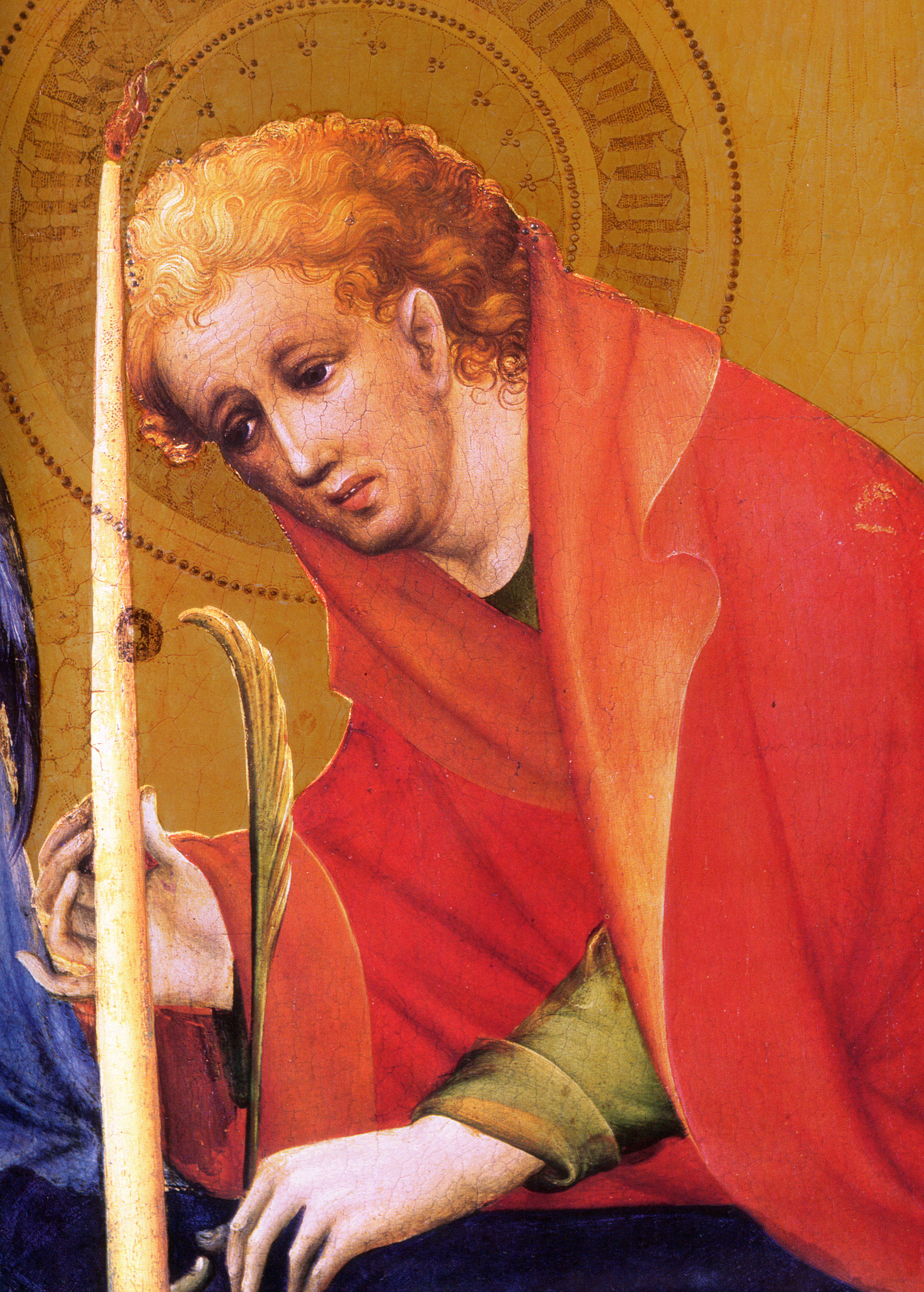
Detail der mittleren Tafel, Johannes reicht Maria die Sterbekerze

Die mittlere Tafel hat durch die Beschneidung den größten Substanzverlust erlitten und ist auch durch frühere Übermalungen im unteren Bereich geschädigt. Nach der Rekonstruktion von Rolf Fritz ist durch den Beschnitt deutlich über die Hälfte der Tafel verloren. Wahrscheinlich zeigte sie ursprünglich alle Apostel am Sterbebett Marias.
Rolf Fritz hatte bereits darauf hingewiesen, dass das Motiv der Tafel dem Bildtyp der Dormitio folgt. Der Sage nach war Maria in der gleichnamigen Kirche südlich der Altstadt von Jerusalem auf dem Zionsberg im Kreise der Apostel verstorben. Bildliche Darstellungen dieses Ereignisses folgen einer bestimmten Typologie, die sich auch bei Conrad von Soest wiederfindet.
Im Zentrum des Bildes steht der Tod Marias. Auffällig sind ihre jugendlichen, seit der Geburtsszene unveränderten Züge. Die Figur Marias leuchtet kräftig aus einem blauen Umfeld von Engeln. Zwei Engel schließen ihr Augen und Mund und stützen ihr Kinn, ein dritter bewundert ihr Haar, das Symbol der Jungfräulichkeit. In der Hand hält die liegende Maria als Symbol des Todes eine Sterbekerze.
Drei rot gewandete Figuren umgeben die Sterbende. Der ebenfalls jugendlich gezeichnete Johannes reicht Maria die Sterbekerze. Auffällig sind hier die an der Kerze angebrachte Münze und der mit der Kerze überreichte Palmwedel. Links entzündet Thomas den Weihrauchbehälter. Vor dem Bett kniet ein namentlich nicht genannter Apostel und liest in einer Schriftrolle. Durch eine Kapuze hat er sich vom eigentlichen Geschehen abgeschottet und konzentriert sich ganz auf den Text. Im heutigen Zustand des Gemäldes scheint er auf eine fast weiße Schriftrolle zu blicken, nur schwach sind Zeichen und Linien angedeutet. Nachdem verschiedene ältere Versuche, die Schriftzeichen zu entziffern, einen ersten Texteindruck entwickelten, wurden die 13 lesbaren Zeilen der Schriftrolle durch neuere Infrarot-Untersuchungen deutlich sichtbar:

„diffusa est/gratia in la/biis tuis prop/tera benedi/xit te deus (in aeternum; Ps. 45, 3b) / unleserlich, vielleicht Schlussformel: et in saeculum saeculi/laus copia / Gaudent / chori ange/loru(m) consor/tiu(m) et era/cuiuis deu(s)./alleluja („Ausgebreitet ist die Gnade in deinen Lippen, deshalb hat Gott dich gesegnet. (Ps. 45, 3b) Die Chöre der Engel freuen sich und deren Gemeinschaft, die Gott … Alleluja“)“

Hans-Walter Storck erläutert, dass der Anfang des Textes aus der Ordo commendationis animae, dem kirchlichen Sterbegebet stammt, das Angehörige nachweislich seit dem achten Jahrhundert beim Sterbenden sprachen.
Oben rechts im goldenen Hintergrund eröffnet sich ein Blick in den Himmel, das Motiv der geöffneten Hand zeigt, dass Maria der Weg ins Paradies offensteht. Das nur schemenhaft zu erkennende Motiv von Jesus als Weltenherrscher wird auf der früheren Außenseite des Retabels in der Darstellung der Krönung Marias detailliert ausgeführt (s. u.). Im Goldgrund schwach zu erkennen, schweben zwei Engel vom Himmel herab. Sie fallen stilistisch aus dem Kontext des Gemäldes heraus, die verschlungenen Gewänder wirken eher barock, die Köpfe der Engel könnten anderen Engelsfiguren des Gemäldes nachempfunden sein. Einige Quellen betrachten diese Engel daher als barocke Hinzufügung, andere als Reste der Punzierung des Goldhintergrundes, der früher die goldenen Bildbereiche strukturiert habe. Conrad von Soest galt auch als Meister der Goldbearbeitung.

„Und mit den gezeichneten und punzierten Engeln im Goldgrund des Dortmunder Marientodes demonstrierte Conrad seine vollendete Handwerkskunst.“

Interessant ist in diesem Kontext eine Untersuchung Wolfgang Rinkes zum barocken Hochaltar. In diesem Altar wurden, wie oben beschrieben, die Tafeln zur Geburt Jesu und zur Anbetung der Könige im unteren Feld nebeneinandergestellt. Die beiden Tafeln wurden, wie Fotos aus dem 19. Jahrhundert dokumentieren, von einer Lünette überdacht, die wahrscheinlich eine Hinzufügung von 1721 war. Diese Lünette zeigt zwei Engelpaare, die in Stil und Ausführung den beiden Engeln der Tafel zum Tode Marias weitgehend entsprechen.

„Deren zierliche Köpfchen sind ebenso kopiert wie die Flügel und das barock anmutende nervöse Flattern der schlingungsreichen Gewänder, das im Gegensatz zu den ruhig-fließenden giottesken Großformen der Malerei Conrads steht.“

Rinke nimmt an, dass die beiden Engelpaare in der Lünette Hinzufügungen des Restaurators Friedrich Welsch und des Vergolders J. H. Stockmann aus den Jahren 1848 bis 1850 waren.

„In diesem Zusammenhang stellt sich die Frage, ob ebendieses Engelpaar über der „Entschlafung Mariens“ originaler Bestandteil ist, also von der Hand Conrads stammt. Denn in keinem der erhaltenen Werke ist eine derart kühn in den Raum gesetzte Figuration nachzuweisen, noch dazu mit Ausnahmen des Inkarnats, in Braunlotkontur gemalt, somit ein grafisches Element hinzufügend. Die Problematik dieses Engelpaares ist weder von der älteren noch der neueren Conrad-von-Soest-Forschung aufgegriffen worden - sie sei hiermit zur Diskussion gestellt.“

Rinke räumt allerdings in einer Anmerkung ein, dass es auf dem Wildunger Retabel oben rechts eine Engelfigur gibt, „dessen Flügel mit Braunlot flüchtig hingemalt sind“. Mit Rinke muss man also die hier aufgeworfenen Fragen nach Hinzufügungen als ungeklärt ansehen.
Mit der weißen Lilie und der Schale mit Gänseblümchen vor dem Bett zitiert Conrad von Soest weitere mittelalterliche Symbole für Maria. Dazu zählen auch die in die blaue Brokatdecke eingewebten, blassblauen Einhörner.
Aus Resten der Figuren am Rand kann man auf die früher vorhandenen, weiteren Apostelfiguren schließen. So steht auf dem Rest eines Heiligenscheins unterhalb des Weihrauchfasses das Wort „minor“. Zusammen mit den Händen auf der Unterlage des Buches ist anzunehmen, dass hier die kniende Figur des jüngeren Jakobus (jakobus minor) dargestellt war.

### Die Anbetung der Könige

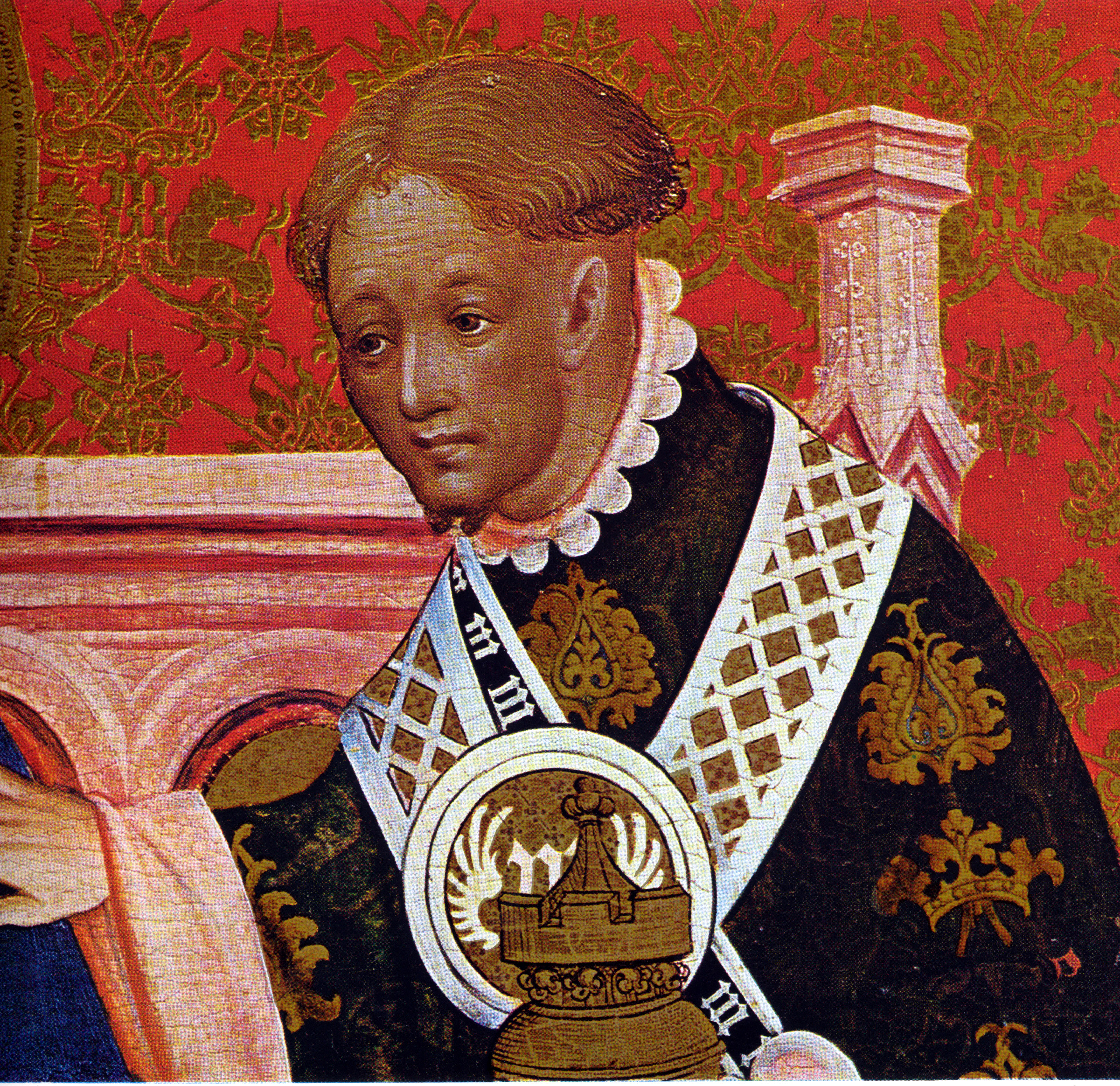
Detail der Anbetung der Drei Könige; höfische Symbole und Mariensymbole (u. a. der Buchstabe „M“) auf den Brokatstoffen

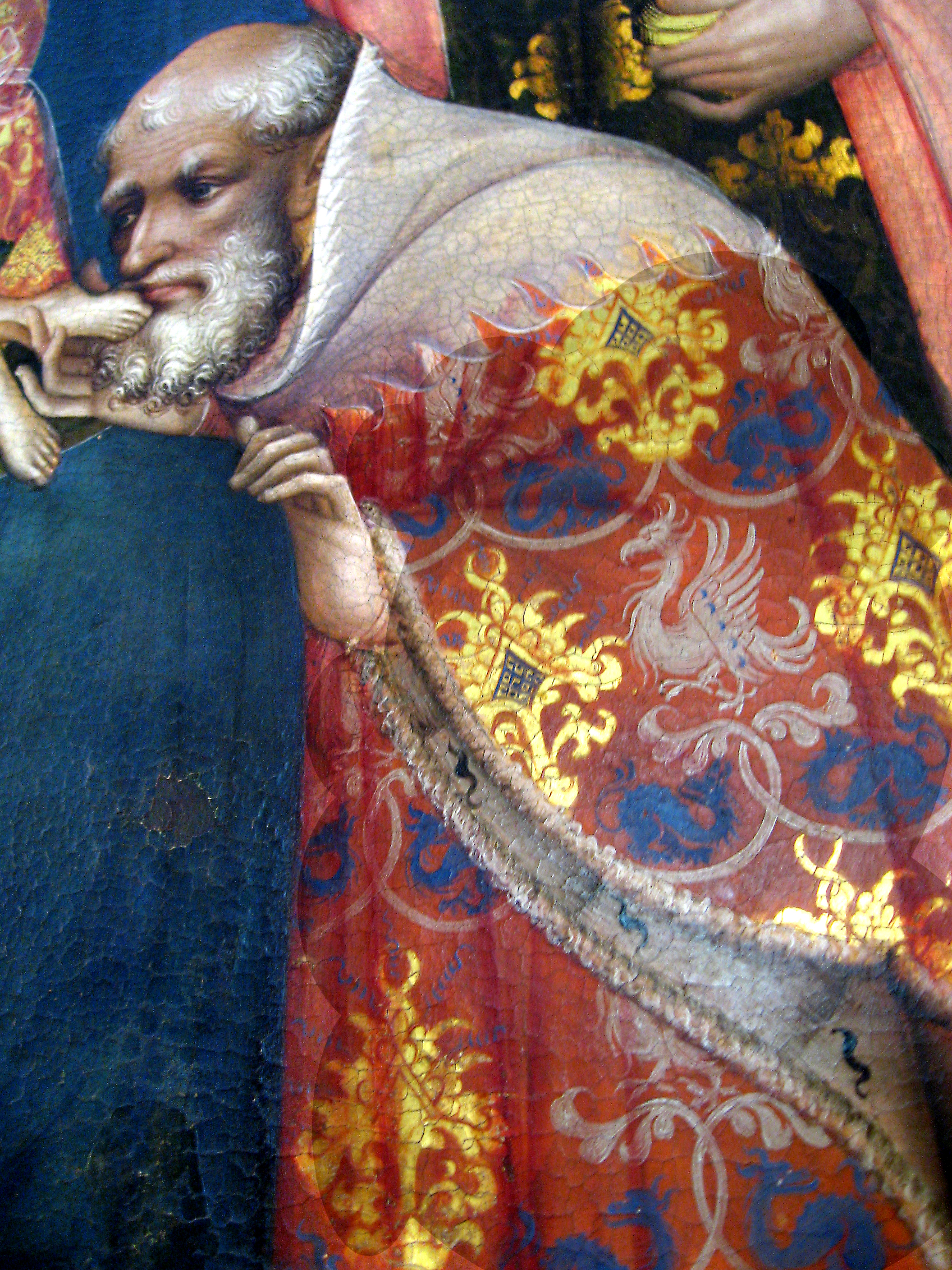
Details der Anbetung der Drei Könige, Gewand des ältesten Königs

Die rechte Tafel zeigt die Anbetung der Heiligen Drei Könige. Dieses Bild ist links abgeschnitten, sodass zur Symmetrie der Figuren eine Person links fehlt. Marias Thron weist eine Kirchenarchitektur auf, die verschiedene Meister der Zeit beeindruckt und zu Nachahmungen angeregt hat, etwa den Meister des Blankenberch-Altars. Das Motiv der architektonischen Gestaltung des Throns findet sich bereits beim Bielefelder Retabel des Berswordt-Meisters, eine Gestaltungsidee, die Conrad aller Wahrscheinlichkeit nach gekannt hat.
Besonders in dieser Tafel werden Einflüsse des Höfischen Stils deutlich. Die kostbaren Stoffe, der hinter dem Thron ausgespannte rote Wandteppich und die Brokatgewänder, beim ältesten König mit Hermelinfell gefüttert, weisen verschiedene Symbole Marias auf, etwa den Buchstaben „M“ im Schulterband des schwarzgewandeten Königs, die Greifen, das springende Einhorn und Granatäpfel. Die Gestaltung der Gewänder und der höfischen Szene gehen nach einigen Quellen auf Erfahrungen des jungen Conrad von Soest am Hofe von Burgund in Dijon zurück, Reisen, die allerdings nicht belegt werden können. Höfische Mode der Zeit spiegelt sich auch in den Schnabelschuhen des alten Königs, im Hifthorn des jungen Königs, das er an einem Band („Bandelier“) trägt, in Marias entfernten Augenbrauen und in den schweren Gürteln wider.
Besonders auf dieser Tafel spiegelt Maria in Aussehen, Haltung und Kleidung das höfische Frauenideal der Zeit wider. Die vornehme Blässe, die hohe Stirn, das rotblonde, volle Haar und die schmalen Hände entsprechen dem aristokratischen Schönheitsideal.

„Auch das kostbare und hochgegürtete, der höfischen Mode um 1400 entsprechende Brokatkleid, das Maria bei der Anbetung der Heiligen Drei Könige unter einem blauen und grünen, wiederum kunstvoll drapierten Mantel trägt, markiert aristokratische Vornehmheit. Die Stoffe selbst bezeugen, wie Annemarie Stauffer zeigen konnte, die Handelsbeziehungen der Dortmunder Fernkaufleute.“

Als älteste Darstellung aufwändiger höfischer Gewänder in Westfalen gelten die Bilder des Berswordt-Meisters, etwa auf dem Berswordt-Altar. Die neuere Forschung zu den Stoffmustern machen die Fortsetzung dieser Maltradition bei Conrad von Soest deutlich.

„Die Musterung der Stoffe entsteht durch eine auf den Kreidegrund aufgetragene Gold- oder Silberauflage, die anschließend übermalt wird. Nach der Fertigstellung des Gewandes werden die Ornamente aus der oberen Farbschicht herausgeschabt […]. Linienförmige Punzierungen imitieren die Gewebestruktur. Die Falten in den Gewändern werden von den Brokatmustern nicht mitvollzogen. Sie sind vollflächig, ohne optische Verkürzungen ausgeführt, der Eindruck einer Fältelung des Stoffes wird hier lediglich durch farbige Lasuren erreicht.“

Durch den Verlust der Lasuren kann der plastische Effekt verlorengehen. Gegenüber dem Berswordt-Meister hat Conrad von Soest die Lasuren stärker, teilweise komplementär abgesetzt. Dennoch wird besonders bei solchen Details die genaue Kenntnis der Werke und Techniken des Berswordt-Meisters bei Conrad von Soest deutlich. Gleichzeitig demonstrieren die Punzierungen auch eine Meisterschaft, die sich über die Malerei hinaus in den Bereich der Goldschmiedearbeiten erstreckt.
Die Figuren der drei Könige symbolisieren die Versöhnung der Welt durch die Geburt Jesu. Mit ihnen kommen Jugend, Reife und Alter in gemeinsamer Verehrung zusammen. Gleichzeitig repräsentieren die Könige die verschiedenen Volksstämme der über die Welt verstreuten Menschheit. Eine Verbindungslinie zwischen den Königen entsteht durch die Hände der Könige, die das Kind oder Maria berühren. Das Jesuskind wendet sich dem König im reifen Mannesalter zu, der seine linke Hand küsst. Der alte König hält den rechten Fuß des Kindes und berührt ihn mit dem Mund. Der Thron Marias ist in Form einer Burg- oder Kirchenfassade gestaltet. Das Geschlecht des unbekleideten Jesuskindes lässt Conrad von Soest aus.

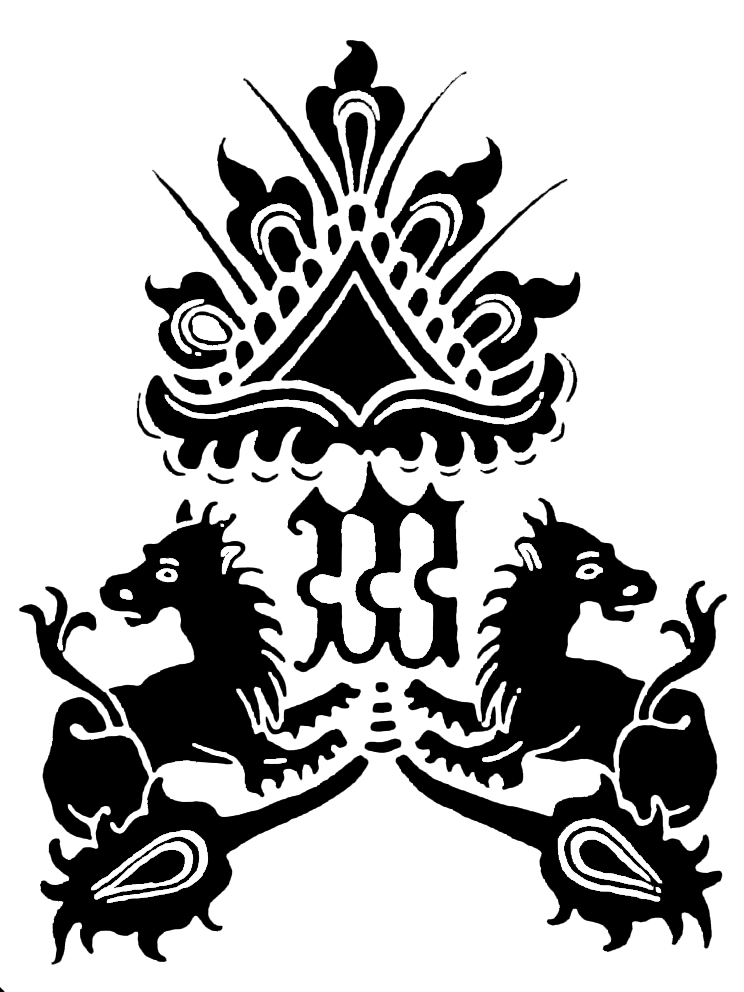
Isoliertes Motiv aus dem Bildhintergrund (A. Ludorff 1894)
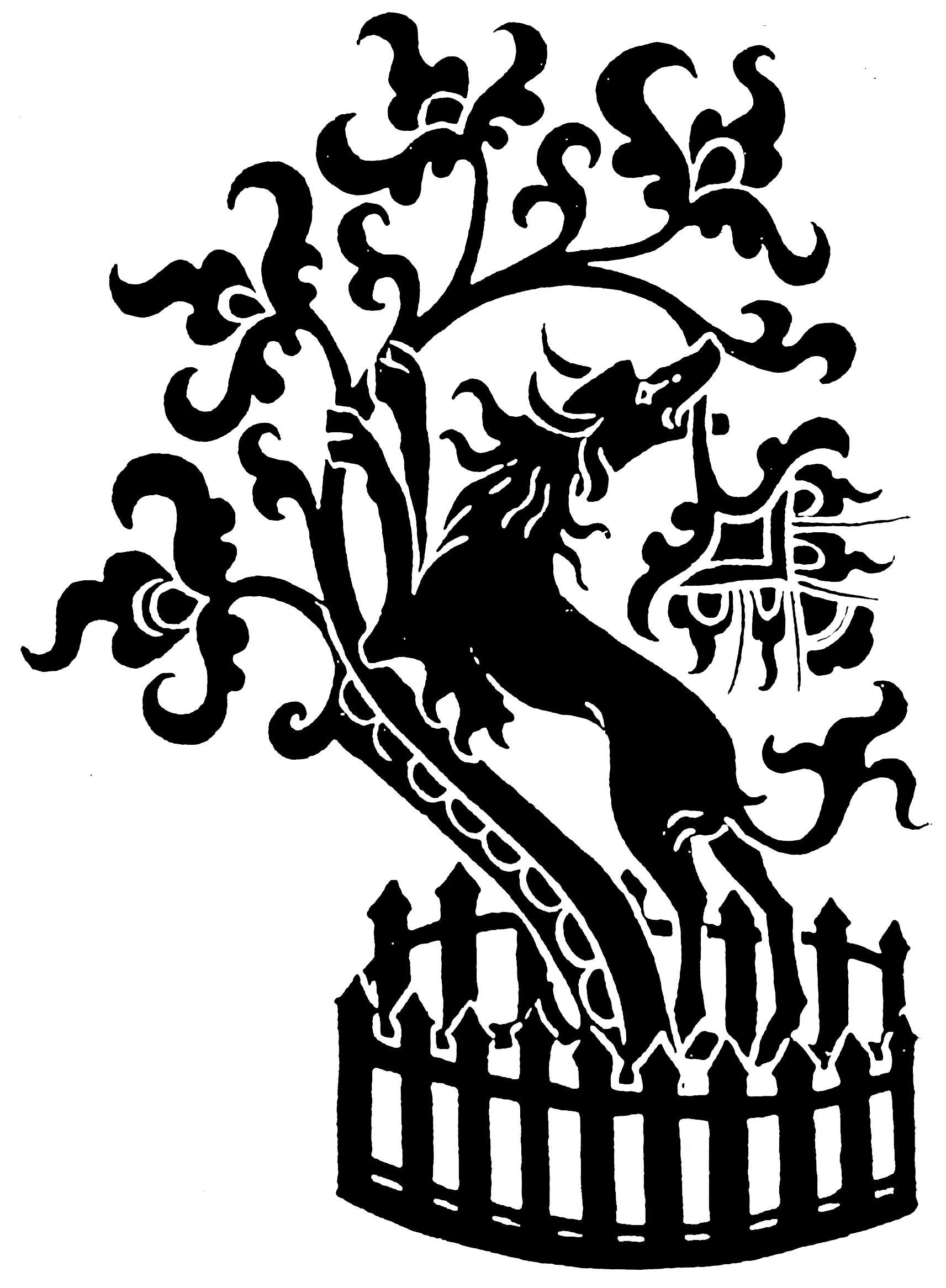
Isoliertes Motiv des Altargewands des linken Königs (A. Ludorff 1894)
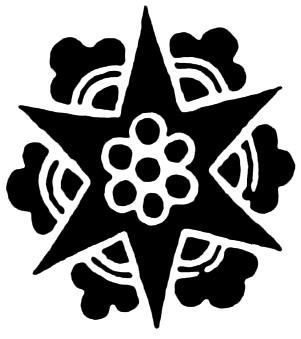
Motiv Granatapfel (Ludorf)

### Die Tafeln der Rückseite
Die Tafeln auf der Rückseite des Altars zeigen die Krönung Marias durch Jesus als Weltenherrscher und die Verkündigungsszene, das frühere Gesicht des Altars im geschlossenen Zustand. Die gedeckteren Farben der Alltagsansicht bilden mit Verkündigung und Krönung zugleich einen zeitlichen Rahmen für die Geschehnisse auf den Tafeln der Innenseite. Die Verbindung von Anfang und Ende wird auch durch das auffällig lange und schlanke, identische Zepter hergestellt, das in der Verkündigungsszene der Engel trägt, in der Krönungsszene der himmlische Jesus.
| Marienaltar des Conrad von Soest 1420 (Rückseite) | Marienaltar des Conrad von Soest 1420 (Rückseite) |
| ------------------------------------------------- | ------------------------------------------------- |
|                                                   |                                                   |

Die Krönungsszene zeigt Maria im Himmel, umgeben von einem Kranz von Engeln. Jesus überreicht ihr als Krönungssymbol ein Zepter und eine Perlenkrone. Maria trägt einen Mantel in der blauen Farbe des Himmels mit goldener Schließe. Jesus ist durch Krone und roten Mantel als König gekennzeichnet. Im Heiligenschein Jesu sind noch die Worte „ego sum“ zu entziffern, vielleicht zu ergänzen „resurrectio et vita“ (Ich bin die Auferstehung und das Leben).

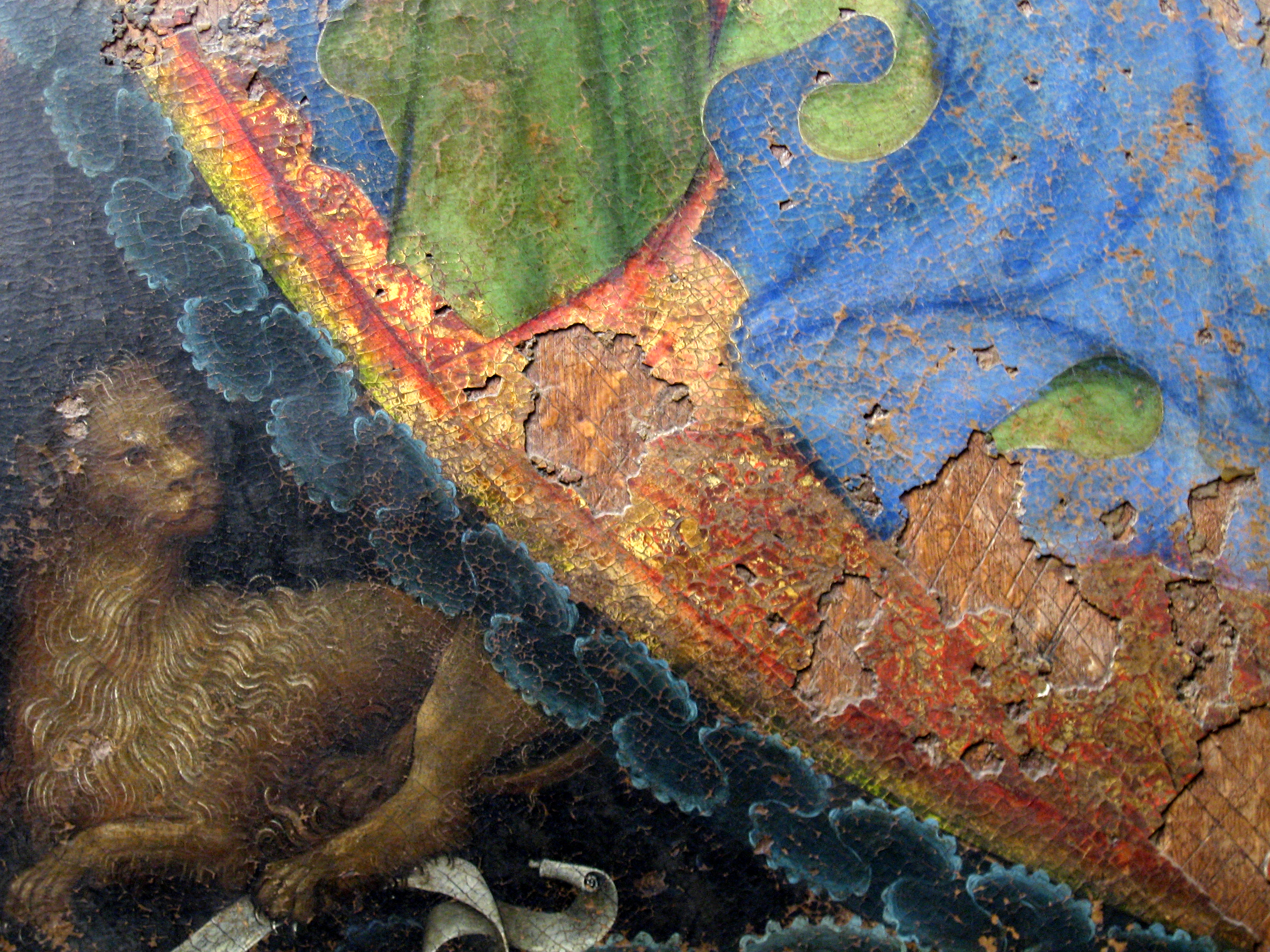
Detail der Krönungsszene

In den Ecken des Gemäldes finden sich die Symbole der vier Evangelisten, zusätzlich gekennzeichnet durch eine Schriftrolle. Sichtbar sind noch der Löwe für Markus und der geflügelte Mensch für Matthäus. Die Symbole Stier und Adler wurden beim Beschnitt des Gemäldes abgesägt.
Die Verkündigungsszene zeigt Maria in einem kirchenähnlichen Raum. Der Engel trägt ein Schriftband mit der Aufschrift „Ave gratia plena dominus (tecum?)“ (Ave (Maria), voll der Gnade, der Herr (ist mit dir)). Der geneigte Kopf Marias deutet ihren Entschluss an, zu gehorchen. Halblinks über Marias Kopf ist im Malgrund die segnende Figur Gottes sichtbar, von dem goldene Strahlen in Richtung Maria ausgehen. Am oberen Rande des Heiligenscheins der Maria sind Reste weißer Federn zu erkennen, vielleicht ein Rest der Taube, der auf Darstellungen dieser Szene als Symbol des Heiligen Geistes auf Maria herabschwebt. Im Heiligenschein Marias ist noch das Wort „Sancta“ zu erkennen. Die Vase mit den weißen Lilien am rechten Bildrand ist ein Symbol der Reinheit Marias.

## Bedeutung des Gemäldes

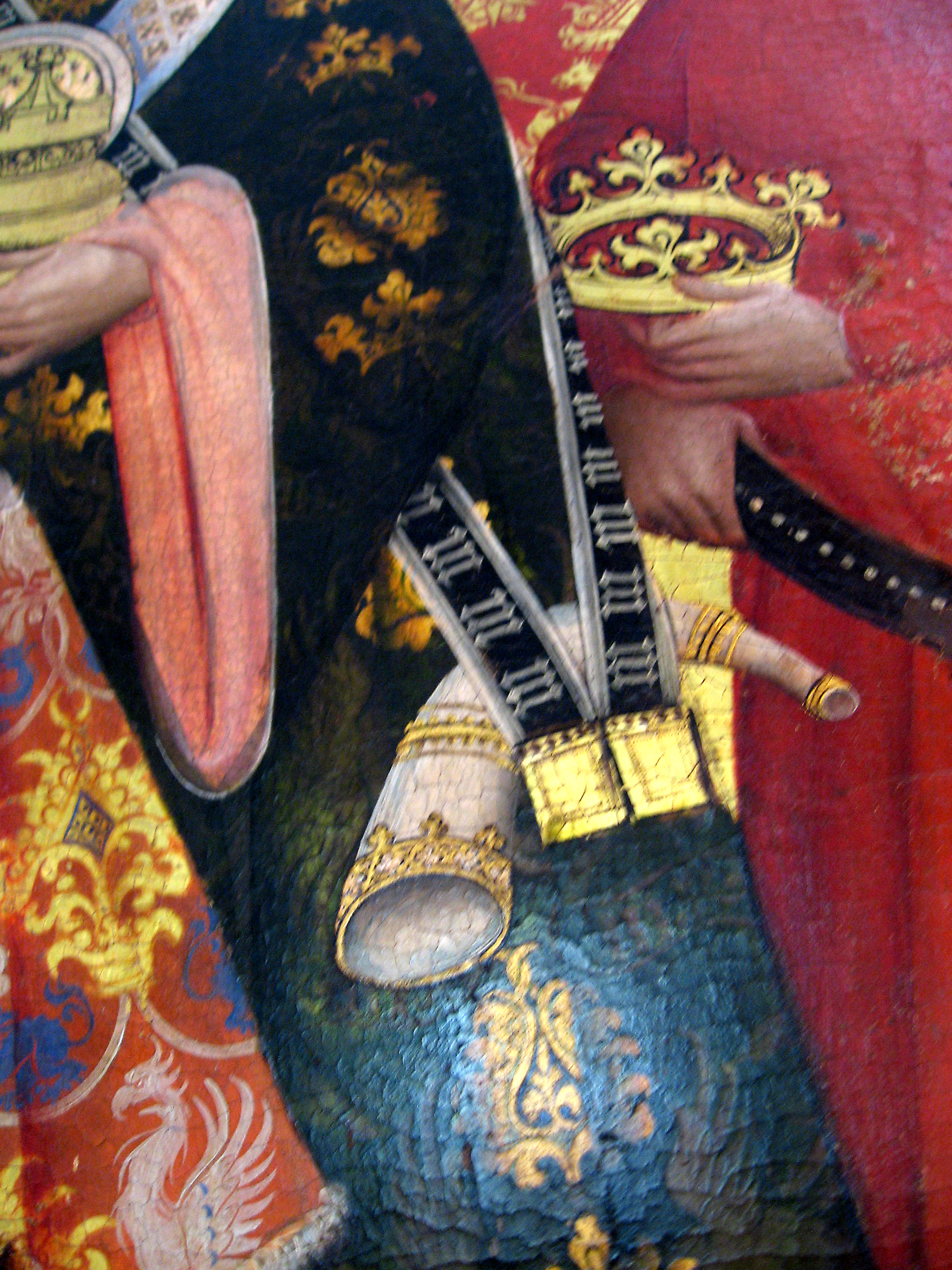
Höfische Gewänder, Hifthorn am Bandelier, Details der Anbetung der Könige

Die Faszination des Gemäldes beruht auf verschiedenen Momenten. Die leuchtenden Farben, die für die Zeit ungewöhnliche Größe der Figuren und die Harmonie der Komposition spielen dabei eine Rolle. Das Gemälde zeigt mittelalterliche Stilelemente, etwa die flächigen goldenen Hintergründe, die Größengestaltung der Figuren nach ihrer religiösen Bedeutung oder das Erzählen biblischer Geschichte. Gleichzeitig fasziniert die Entwicklung der Renaissancemalerei, die Gestaltung von Perspektive, von Gesichtern der Zeit und die Anatomie der Körper. In der starken Verwendung der besonders teuren Farben Gold, Blau und Rot kommt auch der Wunsch der Stifter nach Repräsentation zum Ausdruck.
Im 15. Jahrhundert waren die Mariendarstellungen nicht nur Kunstwerk oder sakraler Gegenstand, sondern Ausdruck und Identifikationsobjekt einer sozialen Gruppe oder Bruderschaft. In Conrad von Soests Marienaltar wird zunächst einmal das Selbstbewusstsein der Freien Reichsstadt Dortmund deutlich. Dies geschieht nicht nur über den materiellen Wert des Gemäldes, sondern auch über die aristokratisch-selbstbewusste Haltung, die es zum Ausdruck bringt. Weiterhin dienten die Gemälde als sichtbare Zeichen einer Marienbruderschaft dem Zusammenhalt und der Selbstdarstellung einer sozialen Gruppe innerhalb der Stadt. Conrad von Soest gehörte mehreren solcher Bruderschaften an.

„Die Kunstfertigkeit der Malereien, aber auch zahllose Motive und das Figurenrepertoire verweisen deutlich auf die Kunst der französischen Höfe. Wohl zu Recht nimmt man eine Reise Conrads nach Paris an. Doch greift es zu kurz, lediglich Motive für die Kenntnisse des Malers herzuleiten. Ebenso entscheidend ist die Feststellung, dass die Auftraggeber offenbar einen solchen Stilmodus und ein solches Anspruchsniveau wollten, um es an diesem Ort in Dortmund miteinander zu teilen. Bei den Dortmunder Fernkaufleuten und dem Rat der Stadt dürfen wir von einem präzisen Bewusstsein für Stillage und Anspruchsniveau des Marienretabels ausgehen. Mit dieser Malerei stellte man sich – mit dem Selbstbewusstsein der Freien Reichsstadt und erfolgreichen Hansestadt – in eine Reihe mit der internationalen Aristokratie.“

Gleichzeitig kommt aber auch das städtische Selbstbewusstsein gegenüber dieser Aristokratie zum Ausdruck. Barbara Welzel sieht in der Anbetungsszene der Hl. Drei Könige in der Berührung Jesu einen bewussten Verstoß gegen höfische Rituale, einen Ausdruck einer besonderen Mentalität der städtischen Bürger.

## Versteckte Signatur

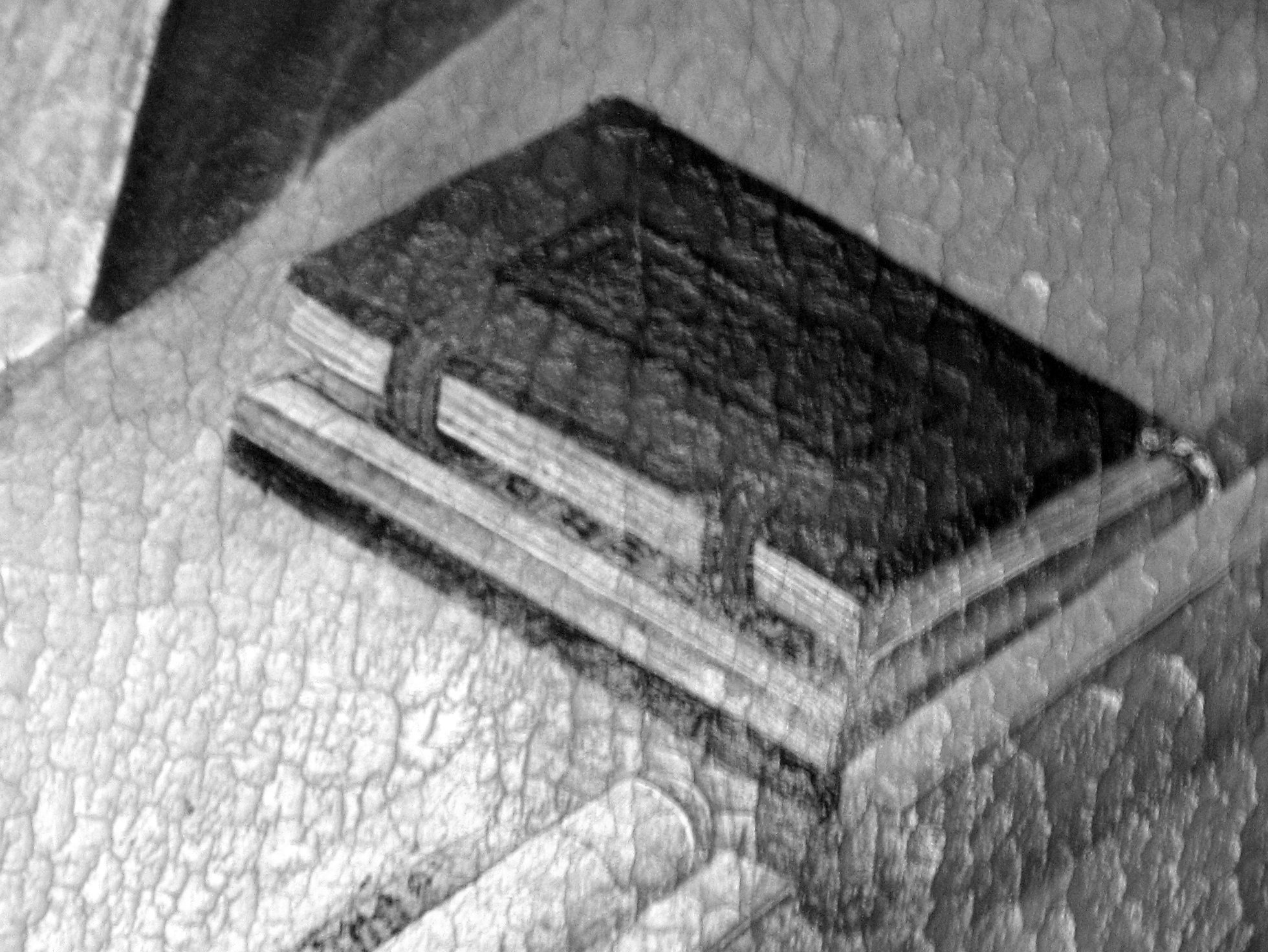
Signatur unter den Buchschließen

Seit 1920 vermutete die Kunstwissenschaft, dass der Marienaltar ein Werk Conrad von Soests sei. Die genaue Zuschreibung zu Conrad von Soest konnte erst im Jahr 1950 erfolgen, als der Leiter des Museums für Kunst- und Kulturgeschichte in Dortmund, Rolf Fritz, eine in einem Bilddetail versteckte Signatur des Dortmunder Meisters entdeckte.
Auf dem mittleren Bild steht hinter Marias Sterbebett ein Tisch mit einem Buch, dessen Buchschließen die Seiten des Buches ein wenig öffnen. Dadurch werden vier auf dem Kopf stehende Buchstaben lesbar (con..d), die als Kürzel des Conrad von Soest zu deuten sind. Durch diese Signatur und eine verlorene, aber dokumentierte Signatur auf dem Wildunger Retabel gehört Conrad von Soest zu den ersten norddeutschen Meistern, deren Bilder sicher ihrem Schöpfer zugeordnet werden können.